# KV64
KV64 (англ. Kings' Valley № 64) — древнеегипетская гробница в Долине царей, обнаруженная в 2011 году профессорами Базельского университета Сюзанной Бикель и Элиной Полин-Гроте при участии главного инспектора древностей Верхнего Египта Мохаммеда аль-Биали. В гробнице найдены две женские мумии: одна неидентифицированная и повреждённая мумия царевны XVIII династии, вторая — певицы Амона в Карнакском храме по имени Нехмес-Бастет, жившей при XXII династии. Гробница расположена вблизи от гробницы Тутмоса III (KV34), по соседству с гробницей KV40.
Обнаруженные артефакты представлены в Луксорском музее.

## XVIII династия
Гробница создана во время XVIII династии грубо обтесанной, недекорированной. В ограбленной и разорённой приблизительно в этот же период гробнице сохранилась толика погребальных предметов принцессы: две крышки каноп в виде голов и голубая стеклянная вазочка. Точно неизвестно, имеет ли отношение к упокоенной деревянный фрагмент с именем Ситиа (возможно, он принесён из разграбленной в тот же период соседней гробницы KV40). Мумия принцессы была повреждена после погребения, засыпана песком и строительным мусором позже.

## XXII династия
Войдя в гробницу в 2011 году, египтологи увидели деревянный резной саркофаг из сикомора и небольшую стелу у стены, обращённую к голове мумии. Его владелицей была певица Амона Нехмес-Бастет, дочь верховного жреца Карнакского храма по имени Нахтефнут. На хорошо сохранившейся расписной стеле Нехмес-Бастет изображена совершающей подношение синкретическому божеству, олицетворяющему бога-солнца и Осириса.
Найденное захоронение показывает, что во времена XXII династии в Долине Царей хоронили не только правителей, но также жрецов и их приближённых.